# Hospital del Espíritu Santo

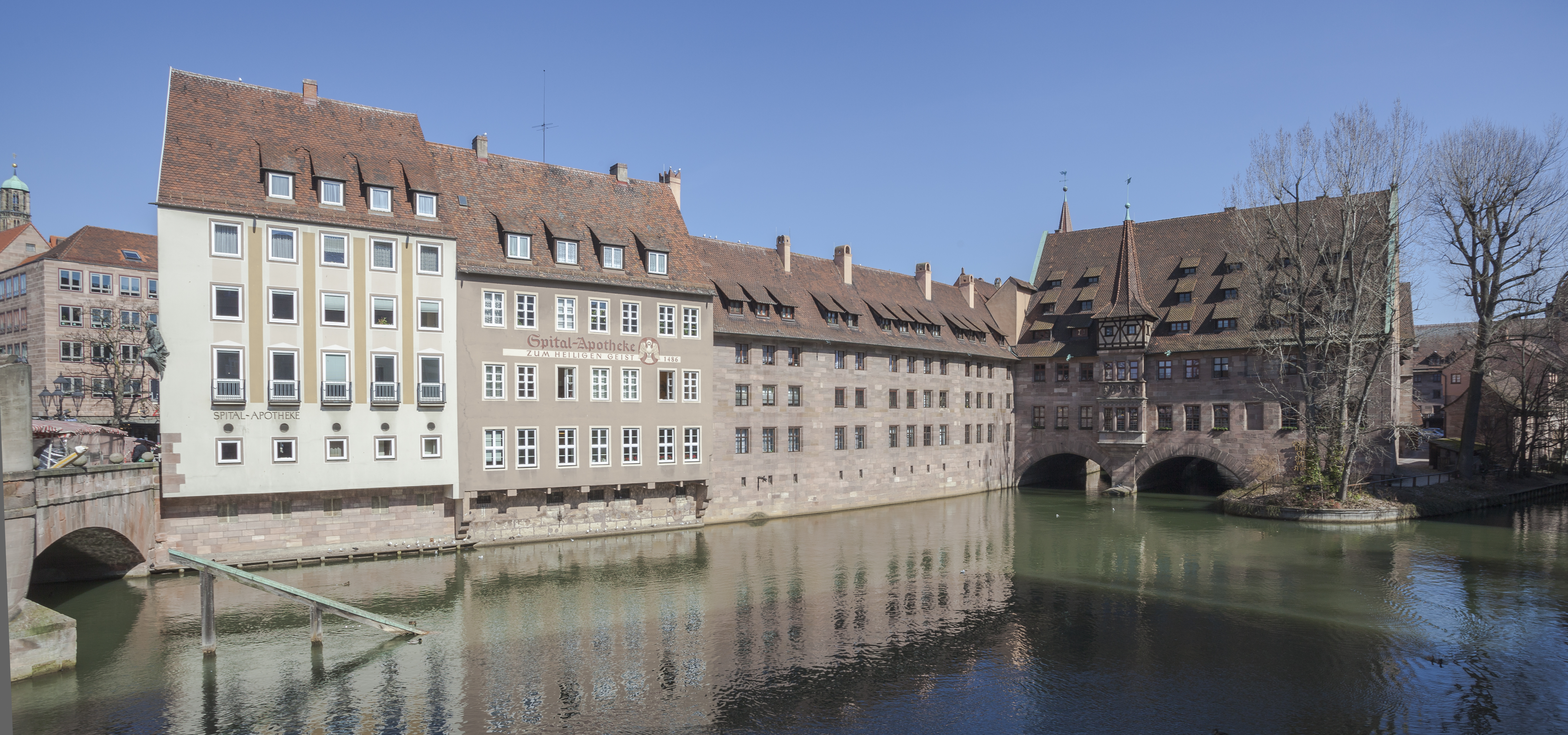
Vista del hospital del Espírito Santo (a la derecha).

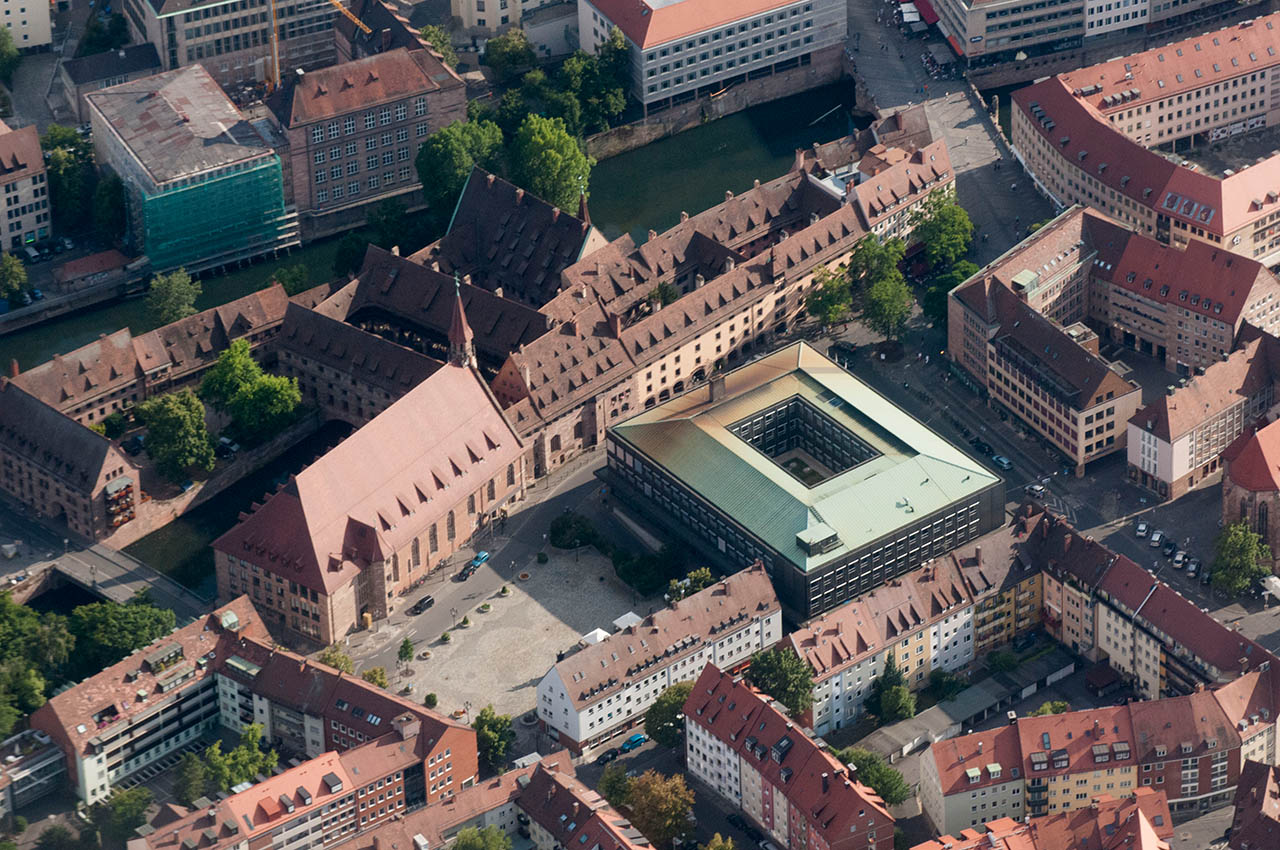
Vista aérea.

El Hospital del Espíritu Santo (en alemán: Heilig-Geist-Spital) de Núremberg era el hospital más grande de la antigua Ciudad Imperial Libre de Núremberg. También fue el depositario de las joyas del Reich, de las que se encargó desde 1424 hasta 1796. El hospital se construyó en gran parte sobre el río Pegnitz. Ahora sirve como restaurante y residencia.

## Historia
El hospital del Espíritu Santo se construyó en 1339 a cargo de Konrad Bruto para atender a personas ancianas y pobres.